# Johns Hopkins University Press
Johns Hopkins University Press est la maison d'édition de l'université Johns-Hopkins de Baltimore dans le Maryland aux États-Unis. Elle a été fondée en 1878, ce qui lui confère le statut de plus vieille maison d'édition universitaire des États-Unis.

## Revues publiées
Les presses universitaires de Johns Hopkins éditent ou ont édité près de soixante-quinze revues académiques, dont :
- African American Review
- American Imago
- American Jewish History
- American Journal of Mathematics
- American Journal of Philology
- American Quarterly
- Arethusa (revue)
- Book History
- Bookbird: A Journal of International Children's Literature
- The Bulletin of the Center for Children's Books
- Bulletin of the History of Medicine
- Callaloo (revue)
- Children's Literature
- Children's Literature Association Quarterly
- Classical World
- Configurations (revue)
- Diacritics (revue)
- Eighteenth-Century Studies
- ELH (en)
- The Emily Dickinson Journal
- L'Esprit Créateur
- Feminist Formations
- The Henry James Review
- Hispania (revue)
- Historically Speaking
- The Hopkins Review
- Human Rights Quarterly
- The Johns Hopkins Medical Journal
- Journal of Asian American Studies
- Journal of College Student Development
- Journal of Colonialism and Colonial History
- Journal of Democracy
- Journal of Early Christian Studies
- Journal of Health Care for the Poor and Underserved
- Journal of Late Antiquity
- Journal of Modern Greek Studies
- Journal of the History of Childhood and Youth
- Journal of the History of Philosophy
- Journal of Women's History
- Kennedy Institute of Ethics Journal
- Late Imperial China
- Library Trends
- The Lion and the Unicorn
- Literature and Medicine
- Modern Fiction Studies
- Modern Language Notes
- Modernism/modernity
- Narrative Inquiry in Bioethics
- New Literary History
- Palimpsest
- Partial Answers
- Perspectives in Biology and Medicine
- Philosophy and Literature
- Philosophy, Psychiatry, & Psychology
- Portal – Libraries and the Academy
- Postmodern Culture
- Progress in Community Health Partnerships
- The Review of Higher Education
- Reviews in American History
- SAIS Review
- SEL: Studies in English Literature 1500-1900
- The Sewanee Review, depuis 1892
- Shakespeare Bulletin
- Shakespeare Quarterly
- Sirena (revue)
- South Central Review
- Spiritus (revue)
- Technology and Culture
- Theatre Journal
- Theatre Topics
- Theory and Event
- Transactions of the American Philological Association
- Victorian Periodicals Review
- The Wallace Stevens Journal